# Communauté de communes du Val de Moselle
La communauté de communes du Val de Moselle est une ancienne communauté de communes située dans le département de la Moselle en région Grand Est.

## Histoire
La communauté de communes du Val de Moselle est créée le 1er janvier 2004, par arrêté préfectoral du 9 décembre 2003.
Le 1er janvier 2016, les communes d'Ancy-sur-Moselle et Dornot fusionnent pour constituer la commune nouvelle d'Ancy-Dornot.
Le 1er janvier 2017, elle fusionne avec la communauté de communes du Chardon Lorrain pour former la communauté de communes Mad et Moselle.

## Composition
Elle regroupe les 9 communes suivantes, :
| Nom                 | Code Insee | Gentilé         | Superficie (km2) | Population (dernière pop. légale) | Densité (hab./km2) |
| ------------------- | ---------- | --------------- | ---------------- | --------------------------------- | ------------------ |
| Ancy-Dornot (siège) | 57021      |                 | 10,25            | 1 595 (2014)                      | 156                |
| Arry                | 57030      | Arrygeois       | 6,88             | 527 (2014)                        | 77                 |
| Corny-sur-Moselle   | 57153      | Cornéaniens     | 8,20             | 2 241 (2014)                      | 273                |
| Gorze               | 57254      | Gorziens        | 17,94            | 1 197 (2014)                      | 67                 |
| Jouy-aux-Arches     | 57350      | Gaudassiens     | 6,01             | 1 524 (2014)                      | 254                |
| Lorry-Mardigny      | 57416      | Loreymardéniens | 11,36            | 638 (2014)                        | 56                 |
| Novéant-sur-Moselle | 57515      | Novéantais      | 12,89            | 1 893 (2014)                      | 147                |
| Rezonville          | 57578      | Rezonvillois    | 13,45            | 329 (2014)                        | 24                 |
| Vionville           | 57722      | Vionvillois     | 9,65             | 182 (2014)                        | 19                 |

## Politique et administration
Le Conseil communautaire est composé de 35 délégués, dont 9 vice-présidents.
| Période                                  | Période       | Identité          | Étiquette | Qualité                                    |
| ---------------------------------------- | ------------- | ----------------- | --------- | ------------------------------------------ |
| Les données manquantes sont à compléter. |               |                   |           |                                            |
| 22 décembre 2003                         | 15 avril 2008 | Étienne Guépratte |           | Maire de Ancy-sur-Moselle (1995-2008)      |
| 15 avril 2008                            | 15 avril 2014 | Patrick Messein   |           | Maire de Novéant-sur-Moselle (depuis 2001) |
| 15 avril 2014                            | En cours      | Gilles Soulier    | PS        | Maire d'Ancy-sur-Moselle (depuis 2008)     |